# Polydesmus pictus
Polydesmus pictus är en mångfotingart som beskrevs av Peters 1864. Polydesmus pictus ingår i släktet Polydesmus och familjen plattdubbelfotingar. Inga underarter finns listade i Catalogue of Life.